# ゼニマックス・メディア
- マイクロソフト > ゼニマックス・メディア
- Xbox > Xbox Game Studios > ZeniMax Media

ゼニマックス・メディア（英: ZeniMax Media Inc.）は、ビデオゲーム開発、パブリッシングを行うアメリカ合衆国のメディア企業でマイクロソフトの子会社である。本社をアメリカ合衆国メリーランド州に置き、北米、ヨーロッパ、アジアに現地法人を持つ。

## 概要
ゼニマックス・メディアは1999年にベセスダ・ソフトワークス創業者のクリストファー・ウィーバー、ロバート・A・アルトマンによって設立された。ウィーバーはベセスダ・ソフトワークスを多様なメディア財産を様々なプラットフォームに供給する複合メディア企業にすることを望んでおり、アルトマンをCEOに迎え、新会社のゼニマックスが資金を得られるようにベセスダ・ソフトワークスの株式を寄付した。ウィーバーは2002年に経営を退き、同時にCTOとしての役職からも退いた。
2004年にFalloutフランチャイズをInterplay Entertainmentから買収した。
2007年、ProSiebenSat.1は同社が同年取得したSBS Broadcastingを通じて、ゼニマックスと共同でオンラインゲームの開発を行うことを発表し、ゼニマックスの株式を9%取得した。2010年10月、ゼニマックスは1億5千万ドルの投資を転換権付き優先株式でProvidence Equityから取得した。Providenceは2007年にも3億ドルをゼニマックスに投資しており、同社の全株式の25%を保有している。ゼニマックスの株式総額は2007年時点で、12億ドルに登るとされる。
2009年、DoomなどFPS開発で知られるid Softwareを買収し、新作であったRageの販売権を得た。
2020年、マイクロソフト社が75億ドル（約7800億円）で買収することを表明し、契約合意に至った。2021年3月8日に欧州委員会の独占禁止法に関わる審査を通過したことをもって、正式にマイクロソフトの子会社となった。
ZeniMaxとはZenithとMaximumを合わせた造語であり、日本語の銭とは無関係である。

## Scrolls使用権をめぐる訴訟
2011年、ゼニマックスはMinecraftなどの開発元であるMojangが販売するカードゲーム、Scrollsが、The Elder Scrollsに酷似しているとして訴訟を起こした。第一審においてMojangが勝利したが、2012年3月両社の間で和解が成立し、Mojangが現行のScrollsゲームのアドオンや続編において"Scrolls"という単語を使用できるが、ゼニマックスが商標を保持しMojangにライセンスするという形になった。

## 主要なシリーズ
- The Elder Scrolls
- Fallout
- Doom
- Wolfenstein
- Quake
- Rage
- Prey
- Brink

## 子会社・開発スタジオ
開発スタジオ
- ベセスダ・ゲームスタジオ（英語版） - 2001年ベセスダ・ソフトワークスから分割し設立。
- Vir2L Studios - 1999年買収（2010年閉鎖）。
- Mud Duck Productions - 2002年設立（2007年閉鎖）。
- ゼニマックス・オンライン・スタジオ - 2007年設立。
- id Software - 2009年設立。
- Arkane Studios - 2010年8月買収。
- Tango Gameworks - 2010年10月買収。（2024年閉鎖、同年KRAFTONが承継）
- MachineGames（英語版） - 2010年11月買収。

パブリッシング
- ベセスダ・ソフトワークス
- ゼニマックス・アジア株式会社（代表取締役 コリン マック）（2024年閉鎖）
- ZeniMax Europe Ltd.（ヨーロッパマネージメントディレクター シーン・ブレナン）
- ZeniMax Germany GmbH（マネージングディレクター フランク・マツケ）
- ZeniMax France SAS（取締役 ジュリー・シャルメット）
- ZeniMax Benelux BV（ジェネラルマネージャー メノ・エイク）